# Tatjana Sergejewna Tschernowa

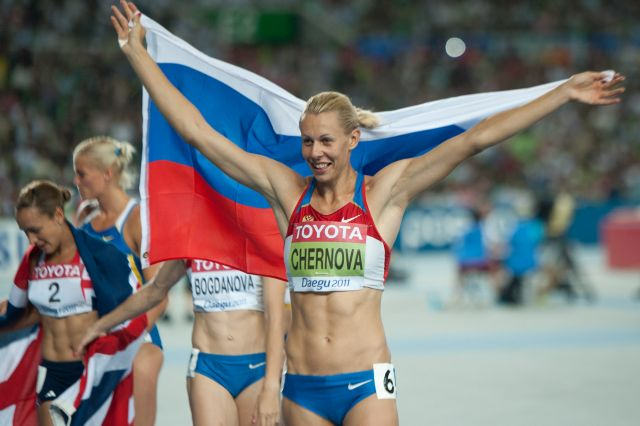
Tatjana Tschernowa (Daegu 2011)

Tatjana Sergejewna Tschernowa (russisch Татьяна Сергеевна Чернова, engl. Transkription Tatyana Chernova; * 29. Januar 1988 in Krasnodar) ist eine russische Siebenkämpferin.

## Werdegang
Die Jugendweltmeisterin von 2005 und Juniorenweltmeisterin von 2006 startete bei den Weltmeisterschaften 2007 in Osaka, musste dort aber nach dem ersten Tag aufgeben.
In der Saison 2008 siegte sie beim Mösle-Mehrkampf-Meeting mit ihrer persönlichen Bestleistung von 6618 Punkten. Bei den Olympischen Spielen in Peking kam sie mit 6591 Punkten auf den vierten Platz und gewann nachträglich die Bronzemedaille, nachdem die ursprünglich zweitplatzierte Ljudmyla Blonska (UKR) wegen Dopings disqualifiziert wurde. Im April 2017 wurde Tschernowa ebenfalls disqualifiziert, als ihr im Rahmen von Nachtests der Dopingproben die Einnahme der verbotenen Substanz Turinabol nachgewiesen worden war. Bei den Hallenweltmeisterschaften in Doha holte sie 2010 zunächst die Bronzemedaille, welche man ihr später aberkannte. Bei den Weltmeisterschaften 2011 wurde sie mit 6880 Punkten Weltmeisterin, bei den Olympischen Spielen 2012 in London Dritte. Diese beiden Ergebnisse wurden aber vom CAS aufgrund von Doping am 29. November 2016 annulliert.

## Doping
Im Januar 2015 wurde sie wegen Dopings rückwirkend zum 22. Juli 2013 für zwei Jahre gesperrt. Außerdem wurden alle Ergebnisse zwischen dem 15. August 2009 und dem 14. August 2011 gestrichen. Am 29. November 2016 strich der CAS alle Ergebnisse von Tschernowa vom 15. August 2011 bis 22. Juli 2013 aufgrund von Blutdopings. Auch der WM-Titel 2011 sowie die Bronzemedaille 2013 wurden annulliert. Ihre Bronzemedaille von den Olympischen Spielen 2008 verlor sie 2017 ebenfalls wegen Dopings. Tschernowas Dopingsperre lief bis Februar 2019.